# Банкротство кредитных организаций
Банкротство кредитной организации — особый порядок банкротства, применяемый к кредитным организациям. Заключается в неспособности удовлетворить требования кредиторов по денежным обязательствам, о выплате выходных пособий и (или) об оплате труда лиц, работающих или работавших по трудовому договору, и (или) исполнить обязанность по уплате обязательных платежей, если соответствующие обязанности не исполнены ею в течение 14 дней после наступления даты их исполнения и (или) стоимость имущества (активов) кредитной организации недостаточна для исполнения её обязательств перед кредиторами и (или) обязанности по уплате обязательных платежей.
Признаки банкротства кредитных организаций: неплатежеспособность и неоплатность. Для признания арбитражным судом кредитной организации банкротом достаточно наличия одного из указанных признаков